# Flaming Gorge National Recreation Area
Pour l’article homonyme, voir Flaming Gorge.
Flaming Gorge National Recreation Area est une zone de loisirs nationale des États-Unis située dans les États du Wyoming et de l'Utah. La pièce maîtresse du lieu est le Flaming Gorge Reservoir de 146 km de long. 

## Histoire
La région a reçu le nom de «Flaming Gorge» par John Wesley Powell lors de son expédition de 1869 sur la rivière Green, en raison des spectaculaires et magnifiques falaises de grès rouge qui entourent cette partie de la rivière. 
Le réservoir de Flaming Gorge a été créé par la construction en 1964 du barrage de Flaming Gorge de l'autre côté de la rivière Green. 

## Usages

### Puissance
Le barrage de Flaming Gorge est utilisé pour produire de l'énergie hydroélectrique. Trois turbines et générateurs à la base du barrage ont chacun la capacité de produire 50 650 kilowatts d'électricité. 

### Loisirs
La zone de loisirs nationale de Flaming Gorge est administrée par la forêt nationale d'Ashley . 
Les activités comprennent le camping, le vélo, l'escalade, la randonnée, le canotage et la pêche sur la Gorge Flaming, et le rafting sur la partie aval de la rivière de Flaming Gorge Dam. 

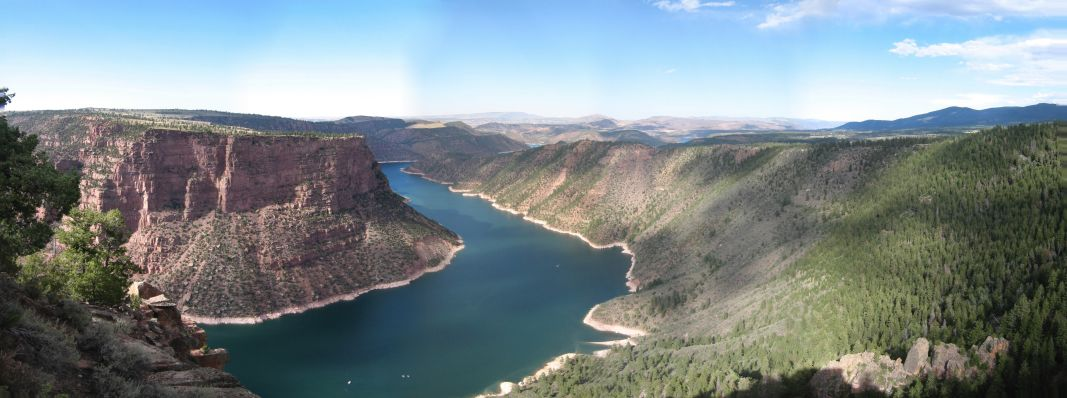
panorama de Flaming Gorge